# Passo Flüela
Il passo Flüela (Flüelapass in tedesco, pass dal Flüela in romancio) è un valico alpino del canton Grigioni, in Svizzera, situato a 2383 m di altitudine. Mette in collegamento la valle del Landwasser a Davos con l'Engadina a Susch. Dal punto di vista orografico separa le Alpi dell'Albula (a sud) dalle Alpi del Silvretta, del Samnaun e del Verwall (a nord), entrambe sottosezioni delle Alpi Retiche occidentali.

## Trasporti
È percorso dalla strada principale 28. In alternativa è possibile trasportare automobili su treni appositi che collegano Klosters-Selfranga a Sagliains attraverso la galleria ferroviaria del Vereina.

## Ciclismo
Presente con una certa frequenza nel percorso del Tour de Suisse (fra le edizioni più recenti, è stato presente nel 2011 e nel 2016), è stato affrontato anche nell'edizione 1995 del Giro d'Italia, nel corso della 15ª tappa da Senales a Lenzerheide, con Mariano Piccoli (poi vincitore anche della tappa) primo in vetta.